# Tour Manhattan
La Tour Manhattan, anche chiamata Tour CB18, è un grattacielo situato nel quartiere finanziario della Défense, a Courbevoie, comune alla periferia di Parigi. 
Costruita nel 1975, alta 110 m, la Tour Manhattan è la prima torre di La Défense che non ha una forma parallelepipeda, ma la cui sagoma è curva. Infatti, i luoghi previsti nella planimetria del 1964 per due torri delle prime generazioni (tipo 24 m × 42 m) furono infine utilizzati per costruire un'unica torre, il che spiega la sua forma originale. È stato costruito dal gruppo Cogedim.
Parte del film di Claude Zidi "L'ala o la coscia?" è stato girato nel 1976 nella Tour Manhattan, dove siede il capo del gruppo di catering immaginario Tricatel.